# Kawangkoan
Kawangkoan este un oraș din Indonezia, cunoscut pentru producția de alune.